# Rotunda das Olaias
A Rotunda das Olaias é uma rotunda em Lisboa, situada no bairro do mesmo nome, na confluência da Avenida Afonso Costa, Avenida Marechal Francisco da Costa Gomes (via que também atravessa a rotunda em plano inferior), Avenida Engenheiro Arantes e Oliveira, Calçada da Picheleira, Rua Cristóvão Falcão e Rua Veríssimo Sarmento, estando repartida entre as freguesias do Areeiro (anteriormente Alto do Pina), do Beato e da Penha de França (anteriormente São João).
A Rotunda toma o seu nome da antiga Quinta das Olaias, que existia nas proximidades e que também dá o nome à urbanização da Encosta das Olaias, tendo a designação sido atribuída pela Câmara Municipal de Lisboa ao arruamento que já era popularmente conhecido como Rotunda das Olaias em 1983.